# Hökhuvuds församling
Hökhuvuds församling var en församling i Olands och Frösåkers kontrakt i Uppsala stift i Svenska kyrkan. Församlingen låg i Östhammars kommun i Uppsala län och ingick i Hökhuvud, Ekeby och Skäfthammars pastorat. Församlingen uppgick 2014 i Skäfthammar-Hökhuvuds församling.

## Administrativ historik
Församlingen har medeltida ursprung.
Församlingen utgjorde under medeltiden ett eget pastorat för att därefter senast från 1500-talet till 1962 vara moderförsamling i pastoratet Hökhuvud och Skäfthammar. Från 1962 till 1972 var den annexförsamling i pastoratet Valö, Forsmark och Hökhuvud. Från 1972 till 2014 var församlingen moderförsamling i pastoratet Hökhuvud, Skäfthammar och Ekby.
Församlingen uppgick 2014 i Skäfthammar-Hökhuvuds församling.

## Kyrkor
- Hökhuvuds kyrka